# Carl Gabriel
Carl Gabriel (* 24. September 1857 in Bernstein in der Neumark; † 24. Februar 1931 in München) war ein deutscher Schausteller und mehrfacher Kinobegründer. Er machte auf dem Oktoberfest erstmalige Attraktionen wie die Hexenschaukel, das Teufelsrad, die Steilwand und das Hippodrom bekannt.

## Leben
Karl Gabriel, der sich später Carl nannte, reiste nach einer Ausbildung zum Mechaniker und Kunstschlosser mit dem Zirkus seines Vaters durch die Lande. 1883 heiratet er in Dresden die Schaustellertochter Margarethe Elisabeth Meisel, die ebenfalls aus einer Schaustellerfamilie kam. 1892 stellte er auf dem Oktoberfest das Wachsfigurenkabinett seines Vaters vor. Ab dem gleichen Jahr wohnten beide in München, wo sie 1896 Heimat- und Bürgerrecht bekamen. 1893 eröffnete Gabriel mit Emil Eduard Hammer in der Münchner Neuhauser Straße ein Wachsfigurenkabinett, das Internationale Handelspanoptikum. Am 11. Juli 1896 veranstaltet er hier die erste Vorführung sogenannter „lebender Bilder“ (d. h. Filmvorführungen) in München. Auch in Düsseldorf und in Bochum unterhielt er Panoptika.
Wenige Jahre später machte er sich auch auf dem Oktoberfest mit Exotenshows einen Namen, so 1901 mit „Das Beduinenlager“, 1909 „Das Sudanesendorf“, 1910 „Samoa in München“, 1928 die „Riesen-Völkerschau“ mit 200 Personen aus Afrika, China und Japan oder 1930 „Die Lippennegerinnen“. Er war jedoch auch für andere Attraktionen des Oktoberfestes verantwortlich. 1902 eröffnete Carl Gabriel auf dem Oktoberfest das  Hippodrom, das bis zum Jahre 2013 als Festzelt existierte. 1908 brachte er die erste Achterbahn aus den USA nach München. 1910 eröffnete er das  Teufelsrad und 1930 die erste Steilwand auf dem Oktoberfest.

## Eröffnete Lichtspielhäuser

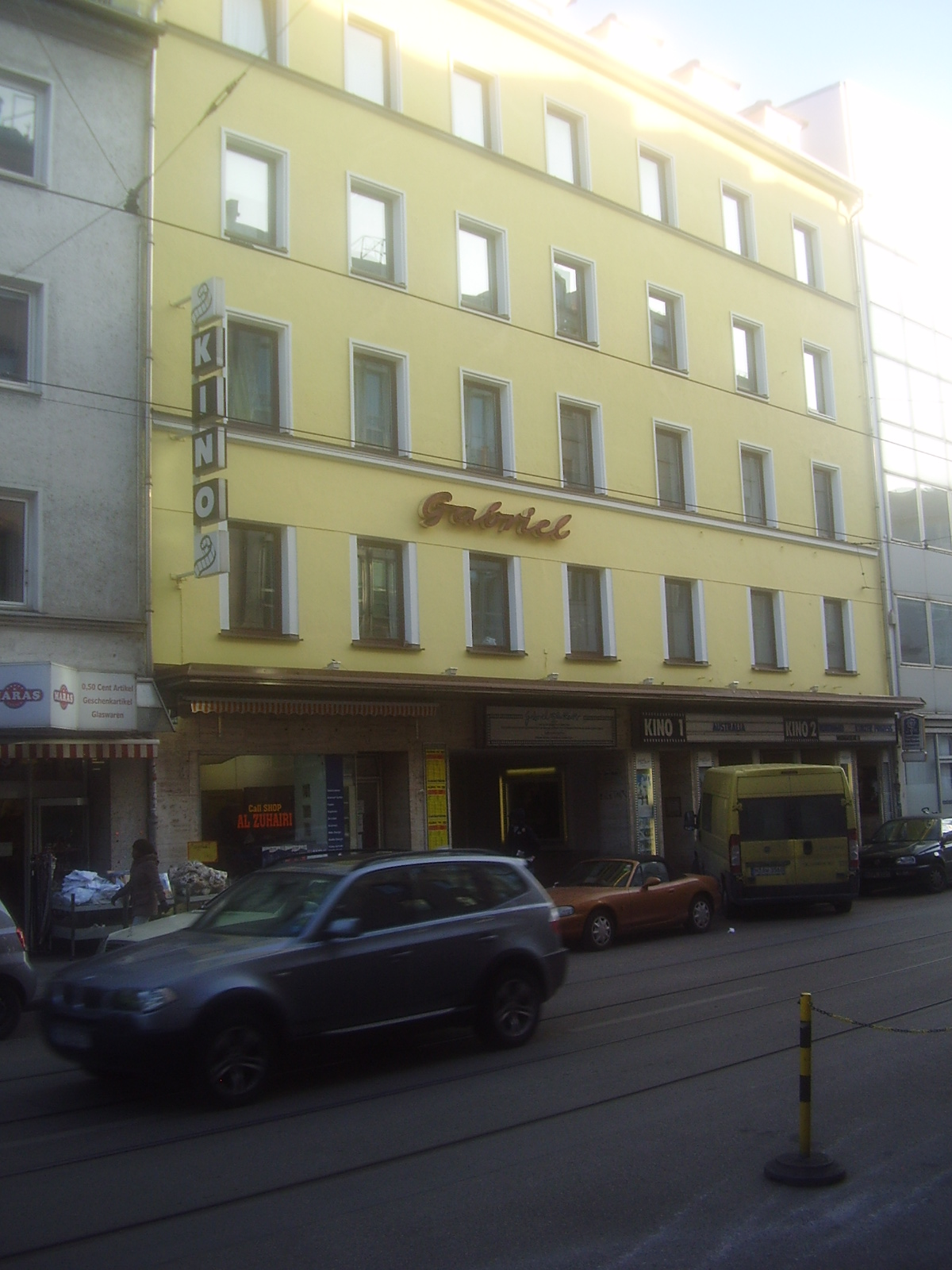
Hier gründete Gabriel 1907 das Lichtspielhaus „The American Bio“.

Doch nicht nur um das Oktoberfest machte er sich verdient, sondern auch um die Münchner Filmszene. Nachdem er bereits 1905 in Berlin ein Kino eröffnet hatte, folgte 1907 in der Münchner Dachauer Straße eines der ersten Lichtspielhäuser der Stadt mit dem Namen „The American Bio.-Cie.“, das bis 2019 unter dem Namen Gabriel Filmtheater existierte. Es folgten 1910 die Museum Lichtspiele und Kinos in Bochum, Augsburg und Passau.
1913 eröffnete Carl Gabriel dann den ersten Filmtheater-Neubau Münchens, die Sendlinger Tor Lichtspiele. Die Firma Heilmann und Littmann errichtete ihm einen Kinopalast mit Galerie, Samtvorhang, Beleuchtung und Warmwasserheizung. Es war der erste Stahlbetonbau in München und besaß 680 ansteigende Sitzplätze und eine für die damaligen Verhältnisse riesige Leinwand. Zur Eröffnung am 18. Oktober 1913 hatte sich Gabriel für 25.000 Goldmark die alleinigen Vorführrechte für den 120-Minuten-Film „Die Herrin des Nils“ gesichert; er lud reichlich Prominenz ein und wurde in der Presse darob gefeiert.
1931 starb Carl Gabriel in München. Er ist auf dem Münchner Ostfriedhof beigesetzt. Auf seinem Grabstein ist er als Groß-Schauunternehmer bezeichnet.